# باتريك لورينسو
باتريك لورينسو (بالبرتغالية: Patrick Lourenço‏) (مواليد 2 يوليو 1993) هو ملاكم برازيلي، مثّل بلاده في الألعاب الأولمبية الصيفية 2016.

## روابط خارجية
باتريك لورينسو على موقع بوكس ريك (الإنجليزية) (registration required)
- باتريك لورينسو على موقع أوليمبيديا (الإنجليزية)
- باتريك لورينسو على موقع اللجنة الأولمبية البرازيلية (البرتغالية)